# 은치시현

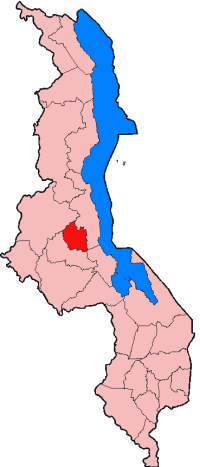
은치시 현

은치시현(Ntchisi District)는 말라위 중부 주에 위치한 현으로, 현도는 은치시이며 면적은 1,655km2, 인구는 167,880명이다. 카숭구 현과 은코타코타 현, 도와 현과 인접해 있다.